# قاسم تاجيك (مقاطعة فارياب)
قاسم تاجيك (بالإنجليزية: Tolombeh-ye Qasem Tajik Qanbarabad)‏ هي مستوطنة تقع في كرمان في إيران. يقدر عدد سكانها بـ 30 نسمة .